# Леотсакос, Николаос
Николаос Леотсакос (Леоцакос) (греч. Νικόλαος Λεωτσάκος; около 1821 — февраль 1862, Китнос) — греческий революционер второй половины XIX века.

## Биография
Родился на Пелопоннесе в начале Греческой революции 1821 года.
В 1853 году, с началом русско-турецкой войны, началась негласная война Греции в приграничных османских территориях (см. Греция в годы Крымской войны).
Леотсакос тогда служил старшиной в охране тюрьмы города Халкис Видя, как добровольцы уходили на османскую территорию, Леотсакос решил последовать за ними, но решился на нечто большее. 29 января 1854 года, согласовав своё решение с жандармами охраны, Леотсакос обратился к 300 заключённым: «Готовы ли вы искупить свою свободу на поле боя?». Получив положительный ответ, Леотсакос назвал свой отряд «Первый священный корпус свободы».
Когда новость достигла Афин, греческий министр Пиликос заявил, что Леотсакос и его соратники «обесчестили восстание».
Войдя в Фессалию, «корпус» Леотскоса в первом же сражении на равнине Кардицы разбил османский отряд в 500 солдат.
1 марта через границу прошёл уже 60-летний ветеран Освободительной войны 1821—1829 гг. генерал-майор Христодулос Хадзипетрос. Под его командованием Леотсакос и его корпус вновь отличились в сражении у Лутра, снискав славу во всей Греции. Леотсакос и его «проклятые» отличились 9 мая в греческой победе у города Каламбака, где турки Селим-паши потеряли около 1 тыс. солдат.
Между тем из Афин начали поступать приказы о свёртывании восстания и отзыве офицеров. Хадзипетрос отказывался исполнять приказы, отвечая, что под его командованием 6 тыс. повстанцев, сознательно завышая цифры, и что он принял решение умереть за отечество.
Подавив восстание в других областях, турки развернули большое контрнаступление против Хадзипетроса. Продержавшись 3 дня в осаждённой Каламбаке, он также ушёл на территорию Греческого королевства, встречаемый как герой населением приграничных областей
Вместе с Хадзипетросом вернулись Леотсакос и его «корпус».

## Китнос
Леотсакос, в звании лейтенанта, прибыл на остров Сирос в декабре 1861 года и возглавил маленький гарнизон острова. Здесь познакомился и сблизился с 24-летним младшим лейтенантом от артиллерии Периклисом Морайтинисом, таким же антимонархистом, как и он сам. После подавления восстания против короля Оттона I в Нафплионе, Леотсакос и Морайтинис решили поднять восстание на Сиросе. 27 февраля маленький гарнизон острова выступил под красным флагом революции, приветствуемый населением. Были выпущены на свободу политические заключённые и вооружены граждане. Революционный комитет возглавил мэр острова.
Захватив в порту острова пароходы «Оттон» и «Картериа», революционеры отправились на близлежащий остров Тинос. Встретив сопротивление на Тиносе, революционеры на пароходе «Картериа» отправились на остров Китнос, освобождать арестованных 1 февраля в Афинах полицией Оттона и сосланных на Китнос. При выходе из Китноса «Картериа», с революционерами и освобождёнными на борту, встретилась с «Амалия (паровой фрегат)», с ротой правительственных войск на борту. «Картериа» вернулась в гавань. На берегу вокруг Леотсакоса, Морайтиниса и освобождённого 19-летнего младшего лейтенанта Скарвелиса осталось только 18—20 человек. Леотсакос и его соратники отказались сдаваться. В последовавшем бою Леотсакос, Морайтинис и Скарвелис погибли.
Героическая смерть трёх офицеров и надругательство карательного отряда над телами погибших сделало их мучениками антимонархистской борьбы и ускорило низложение короля Оттона.
Тройной портрет мучеников разошёлся тысячами по стране и вывешивался в домах даже рядом с иконами. После низложения Оттона жители Сироса переименовали площадь Оттона в площадь Леотсакоса.